# The Secret (film 1911)
The Secret è un cortometraggio muto del 1911 diretto da Harry Solter e prodotto dalla Lubin.

## Trama
Jack, giovane maritino, dopo solo un paio di settimane dalla fine della luna di miele comincia ad avere l'orribile sospetto che la moglie lo tradisca. In casa, infatti, ha sentito odore dl fumo di sigaretta. Poiché la sposina non gli dà nessuna risposta soddisfacente, Jack decide di comportarsi da uomo: si nasconde per spiare quello che succede in casa quando lui è assente, determinato a scoprire il suo rivale per schiacciarlo come un serpente. Appena la moglie crede di essere sola, chiama subito la cameriera. Il mistero viene finalmente svelato: Diana è una fumatrice e non vede l'ora di restare sola per godersi una fumatina con le sigarette che tiene nascoste nell'acconciatura della cameriera.

## Produzione
Il film fu prodotto dalla Lubin Manufacturing Company.

## Distribuzione
Distribuito dalla General Film Company, il film - un cortometraggio di 180 metri - uscì nelle sale statunitensi il 28 agosto 1911. Nelle proiezioni, veniva programmato con il sistema dello split reel, accorpato in un'unica bobina con un altro cortometraggio, la commedia Fountain of Youth.